# Nepenthes tenax
Nepenthes tenax är en tvåhjärtbladig växtart som beskrevs av C. Clarke och R. Kruger. Nepenthes tenax ingår i släktet Nepenthes och familjen Nepenthaceae. Inga underarter finns listade i Catalogue of Life.

## Bildgalleri

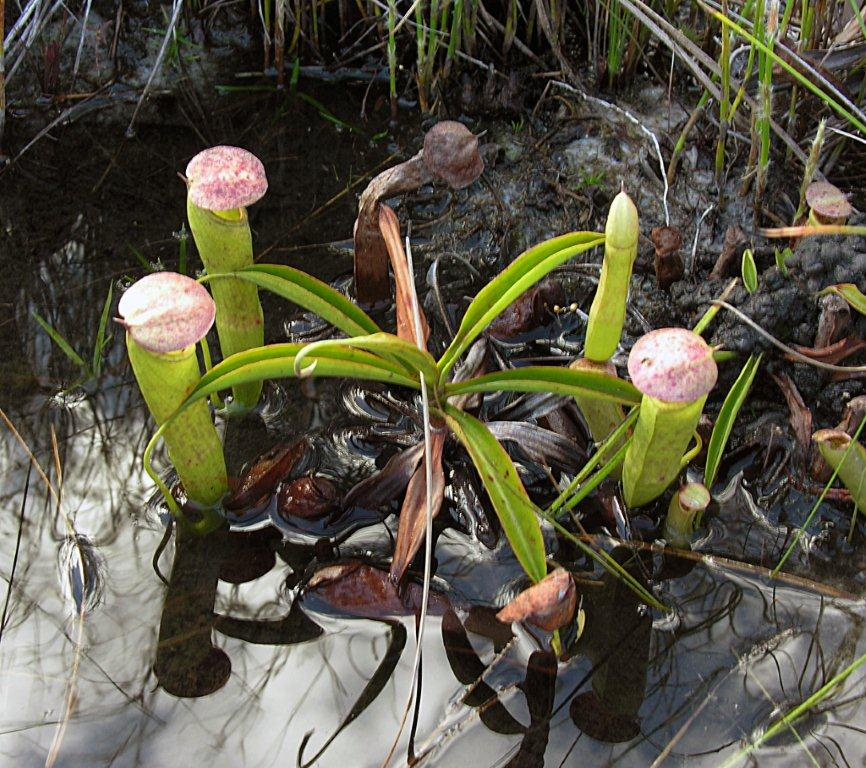